# Nguyễn Công Phượng
Nguyễn Công Phượng (* 21. Januar 1995 in Do Luong, Nghệ An) ist ein vietnamesischer Fußballspieler auf der Position des Mittelstürmers. Er steht momentan beim Bình Phước FC in der heimischen V.League 2 unter Vertrag. Aufgrund seiner Spielweise und Statur wird er von Fans und Medien mitunter als „vietnamesischer Messi“ bezeichnet.

## Karriere

### Verein
Nguyễn Công Phượngs Talent wurde bereits in frühen Jahren erkannt. Im Alter von 12 Jahren schloss er sich der Hoang Anh Gia Lai – Arsenal JMG Academy, der in Kooperation mit dem FC Arsenal von Hoàng Anh Gia Lai betriebenen Jugendakademie, an. 2015 stieg er in die erste Mannschaft auf und debütierte in der ersten vietnamesischen Liga. Nach der Saison wurde er an Mito Hollyhock aus Japan verliehen. Weiteren Jahren in Vietnam folgte 2019 eine Leihe nach Südkorea zu Incheon United. Ab dem Sommer 2019 spielte er ebenfalls auf Leihbasis in der ersten belgischen Liga für VV St. Truiden. Aufgrund unterschiedlicher Auffassungen über seine Spielstärke wurde die Ausleihe nach nur einem Ligaeinsatz zum 31. Dezember 2019 wieder beendet. Zum 1. Januar 2020 erfolgte eine neue Ausleihe bis zum Ende der Spielzeit an den vietnamesischen Verein Hồ Chí Minh City FC. Am 16. Dezember 2022 gab dann der japanische Erstligist Yokohama FC die Verpflichtung des Mittelstürmers zur neuen Saison bekannt. Am Ende der Saison 2023 musste er zwar mit dem Verein aus Yokohama als Tabellenletzter wieder in die zweite Liga absteigen, er selbst bestritt in dieser Zeit jedoch nur ein Partie in der Gruppenphase des J.League Cups gegen Nagoya Grampus (2:3). Auch in der Spielzeit 2024 kam er nur in diesem Wettbewerb zu zwei Einsätzen und so schloss sich Nguyễn Công Phượng im September 2024 dem heimischen Zweitligisten Bình Phước FC an.

### Nationalmannschaft
Nguyễn Công Phượng spielte für die vietnamesische U-20- und die U-23-Nationalmannschaft. Mit der letzteren nahm er an der Asienmeisterschaft 2018 in China teil und erreichte nach der Finalniederlage gegen Usbekistan den zweiten Platz. Beim Fußballturnier der Asienspiele 2018 wurde er mit Vietnams U-23 Vierter. Am 8. Oktober 2015 debütierte er für die vietnamesische A-Nationalmannschaft beim 1:1 gegen den Irak in der WM-Qualifikation. Sein erstes A-Länderspieltor erzielte er beim 3:2-Sieg im Freundschaftsspiel gegen Indonesien am 8. November 2016. 2018 gewann er mit Vietnam die Südostasienmeisterschaft. Im Turnier kam Nguyễn Công Phượng zu sieben Einsätzen und erzielte drei Tore. Bei der Asienmeisterschaft 2019 kam er für Vietnam zu zwei Toren bei fünf Einsätzen. Er schied mit seiner Mannschaft nach einer 0:1-Niederlage gegen Japan im Viertelfinale aus.

## Erfolge
Nationalmannschaft
- Südostasienmeister: 2018